# Крајпуташ Драгићу Лазићу у Горњем Милановцу
Крајпуташ Драгићу Лазићу у Горњем Милановцу  први је из групе од три крајпуташа на уласку у Горњи Милановац из правца Београда. Налази се у непосредној близини спомен-обележја „тенк” и фабрике посуђа Металац.

## Историјат
Место где је крајпуташ подигнут некада је припадало атару села Неваде. Сада је у градској зони Горњег Милановца. Због проширивања Ибарске магистрале 60-их година 20. века, споменик је, заједно са преостала два крајпуташа, измештен на имање Милана Радовића из Грабовице.

## Опис споменика
Крајпуташ припада типу "капаша". Сада је огољен, а његова покривка прислоњена уз оближњи споменик. Стуб од грабовичког камена облика је паралелопипеда. Висина стуба износи 130 cm, а ширина страница 34 и 21 cm. Нагнут је напред и оштећен у горњем делу.
Са предње стране споменика приказан је стилизован лик војника у ставу мирно, опуштених руку, без оружја. Горњи део полеђине споменика украшен је декоративним крстовима. На левој бочној страни приказана је пушка, док је супротна неукрашена. Изразита плошна стилизација фигуре и лика и извесне еправилности у натписима, указују да је споменик рад неког локалног каменоресца.

## Епитаф
Око главе војника, у форми ореола, уклесано је име: ДРАГИЋ ЛАЗИЋ. Са задње стране споменика, испод крста уклесан је епитаф:
ВИДИ МИЛИ
РОДЕ КАКО
ДВА БРАТА
НЕДОЂЕ СА РА
ТА ТЕШКО Б
РАТУ БЕЗ Б
РАТА И НАС
ДВА НИКА
Д МАЈЦИ
НЕДОЂЕ ЖИВ
На левој бочној страни, изнад урезане пушке, стоји натпис: “ПУШКА ИМ СРЦЕ УВЕНУ. 21. ВОЈ РО”.